# وافيل رامكالاوان
وافيل رامكالوان (من مواليد 15 مارس 1961) سياسي وكاهن أنجليكاني في سيشيل. كان نائباً عن المعارضة من 1993 إلى 2011 ومن 2016 إلى 2020. كما شغل منصب زعيم المعارضة من 1998 إلى 2011 ومن 2016 إلى 2020. وفي 25 أكتوبر / تشرين الأول 2020 انتُخب رئيساً لجمهورية سيشل، وهو أول فوز من نوعه لمرشح معارض.

## النشأة والتعليم
ولد في ماهي وهي الجزيرة الرئيسية لسيشيل. ولد في عائلة متواضعة، الأصغر بين ثلاثة أطفال. كان جده من ولاية بيهار الهندية. وكان والده سمكري ووالدته رئيسة معلمين . كان التعليم الابتدائي والثانوي لرامكالوان في كلية سيشل. عين كاهنًا في عام 1985 بعد دراساته اللاهوتية في كلية سانت بول اللاهوتية في موريشيوس، وبعد ذلك تابع دراسات أخرى في علم اللاهوت في جامعة برمنغهام.
وبعد عودته إلى سيشيل عمل في العديد من الأبرشيات، وترقى ليصبح الكاهن المسؤول عن رعية "المخلص المقدس" .

## في السياسة
كان عمله كاهنًا هو الذي قاده إلى السياسة. من خلال عمله الرعوي كان على اتصال بالعديد من الأشخاص الذين تعرضوا للقمع وانتهاكات الحريات الإنسانية والمدنية من قبل الحكومة. في ذلك الوقت كانت الكنائس الكاثوليكية والأنجليكانية هي المؤسسات الوحيدة التي يمكنها التحدث عن القضايا الاجتماعية. سُمح لهم بالتطرق إلى هذه المواضيع في الخطب خلال الخدمات الأسبوعية، والتي كانت تُذاع في أيام الأحد.
في عام 1990 ألقى رامكالوان خطبة، بثت على محطة الإذاعة الوطنية، حيث تساءل عن ممارسات حكومة الحزب الواحد  ودعا إلى مزيد من الحرية واحترام حقوق الإنسان واحترام سيادة القانون في البلاد. على الرغم من قطع بثه قام رامكالوان بتوزيع نسخ من الخطب التي تنتقد الحكومة. وفي عام 1991 بينما كان لا يزال كاهنًا، انضم إلى زملائه المنشقين روجر مانسين وجان فرانسوا فيراري لتشكيل حزب سيسيلوا. وأصبح أول زعيم لها.

## زعيم المعارضة
عندما واجهت الحكومة ضغوطًا محلية ودولية، أعادت البلاد إلى الديمقراطية التعددية الحزبية في عام 1992، كان حزب سيسيلوا أول حزب سياسي يسجل وينضم إلى صفوف الآخرين المعارضين للحكومة. خاض الحزب انتخابات اللجنة الدستورية لعام 1992؛ وحصلوا على 4٪ فقط من الأصوات الوطنية، وفشلوا في التأهل للتمثيل في المفوضية. وبعد إصدار الدستور الجديد في عام 1993 انضم حزبان معارضان آخران إلى حزب سيسيلوا لتشكيل المعارضة المتحدة (UO) وخوض الانتخابات العامة لعام 1993. وفاز الحزب المشترك بنسبة 9٪ من الأصوات، مما مكنه من تعيين عضو واحد (رامكالوان) في الجمعية الوطنية.
في عام 1998 قاد حزبه في الانتخابات العامة الثانية متعددة الأحزاب. وحصل الحزب على 27٪ من الأصوات الوطنية  وزاد تمثيله في الجمعية الوطنية إلى ثلاثة، متغلبًا على الحزب الديمقراطي للرئيس السابق جيمس مانشام في المركز الثالث. وأصبح أول عضو منتخب بشكل مباشر للحزب في الجمعية، وفاز بدائرته الانتخابية في سانت لويس، والتي يمثلها باستمرار منذ ذلك الحين. بالإضافة إلى ذلك خلف مانشام كزعيم للمعارضة وهو المنصب الذي استمر في شغله حتى عام 2020.
في الانتخابات الرئاسية لعام 2001 حصل على 45 ٪ من الأصوات، وخسر 54 ٪ من الأصوات التي فاز بها الرئيس رينيه. في العام التالي ، قاد حزبه الذي أعيد تسميته بالحزب الوطني في سيشيل (SNP)، إلى انتخابات الجمعية الوطنية. وزاد الحزب تمثيله البرلماني من عضو منتخب بشكل مباشر إلى سبعة ومن عضوين منتخبين نسبيًا إلى أربعة.
في عام 2005 أخذ رامكالوان إجازة من واجباته الدينية ليكرس نفسه بالكامل لحياته السياسية؛ اعتبر هذه المرة نقطة حاسمة وهامة في شؤون البلاد. ومع ذلك خسر رامكالوان أمام جيمس ميشيل في انتخابات 2006 و 2011 الرئاسية. إلى جانب أحزاب المعارضة الرئيسية الأخرى ، قاطع راماكالاوان وحزبه الانتخابات البرلمانية لعام 2011 .
في انتخابات عام 2015 تقدم رامكالاوان وميشيل إلى انتخابات الإعادة، والتي كانت أول انتخابات رئاسية في سيشيل. وخسر رامكالوان بنسبة 49.85٪ من الأصوات وبفارق 193 صوتًا أمام خصمه ميشيل.
في انتخابات 2020 الرئاسية، فاز رامكالوان على الرئيس الحالي داني فور. وفقًا للجنة الانتخابات حصل على 54.9٪ من الأصوات. كانت الانتخابات أول انتقال سلمي للسلطة منذ الاستقلال في عام 1976 .

## روابط خارجية
- الحزب الوطني السيشيلي